# Acorania enmediensis
Acorania enmediensis är en mossdjursart som beskrevs av Lopez-Fé 2007. Acorania enmediensis ingår i släktet Acorania och familjen Acoraniidae. Inga underarter finns listade i Catalogue of Life.